# رموز البلدان ر
هذه المقالة تحتوي على رموز البلدان التي تبدأ بالحرف ر.

## لا ريونيون
| أيزو 3166-1 رقمي 638                                         | أيزو 3166-1 حرفي-3 REU                            | أيزو 3166-1 حرفي-2 RE                              | رمز مطار منظمة الطيران المدني الدولي بادئة(es) FME        |
| قائمة مفاتيح الهاتف لدول العالم +262                         | قائمة رموز بلدان اللجنة الأولمبية الدولية —       | النطاق الأعلى في ترميز الدولة .re                  | منظمة الطيران المدني الدولي تسجيل الطائرات. بادئة (es) F- |
| الهوية الدولية لمشترك الجوال رمز البلد في الهاتف المحمول 647 | قائمة رموز أعضاء حلف الناتو رمز من ثلاثة حروف REU | قائمة رموز أعضاء حلف الناتو رمز من حرفين (قديم) RE | مكتبة الكونغرس مارك (نظام فهرسة) RE                       |
| أرقام الهوية البحرية 660                                     | قائمة رموز الاتحاد الدولي للاتصالات REU           | رموز معايير معالجة المعلومات الفيدرالية RE         | رمز تسجيل المركبات الدولي F                               |
| GTIN بادئة (es) —                                            | رمز برنامج الأمم المتحدة الإنمائي REU             | المنظمة العالمية للأرصاد الجوية رمز البلد RE       | بادئة نداء الاتحاد الدولي للاتصالات —                     |

## رومانيا
| أيزو 3166-1 رقمي 642                                         | أيزو 3166-1 حرفي-3 ROU                            | أيزو 3166-1 حرفي-2 RO                              | رمز مطار منظمة الطيران المدني الدولي بادئة(es) LR          |
| قائمة مفاتيح الهاتف لدول العالم +40                          | قائمة رموز بلدان اللجنة الأولمبية الدولية ROU     | النطاق الأعلى في ترميز الدولة .ro                  | منظمة الطيران المدني الدولي تسجيل الطائرات. بادئة (es) YR- |
| الهوية الدولية لمشترك الجوال رمز البلد في الهاتف المحمول 226 | قائمة رموز أعضاء حلف الناتو رمز من ثلاثة حروف ROU | قائمة رموز أعضاء حلف الناتو رمز من حرفين (قديم) RO | مكتبة الكونغرس مارك (نظام فهرسة) RM                        |
| أرقام الهوية البحرية 264                                     | قائمة رموز الاتحاد الدولي للاتصالات ROU           | رموز معايير معالجة المعلومات الفيدرالية RO         | رمز تسجيل المركبات الدولي RO                               |
| GTIN بادئة (es) 594                                          | رمز برنامج الأمم المتحدة الإنمائي ROM             | المنظمة العالمية للأرصاد الجوية رمز البلد RO       | بادئة نداء الاتحاد الدولي للاتصالات YOA-YRZ                |

## روسيا
| أيزو 3166-1 رقمي 643                                         | أيزو 3166-1 حرفي-3 RUS                            | أيزو 3166-1 حرفي-2 RU                              | رمز مطار منظمة الطيران المدني الدولي بادئة(es) UA, UE, UH, UI, UL, UN UO, UR, US, UU, UW |
| قائمة مفاتيح الهاتف لدول العالم +7                           | قائمة رموز بلدان اللجنة الأولمبية الدولية RUS     | النطاق الأعلى في ترميز الدولة .ru                  | منظمة الطيران المدني الدولي تسجيل الطائرات. بادئة (es) RA-                               |
| الهوية الدولية لمشترك الجوال رمز البلد في الهاتف المحمول 250 | قائمة رموز أعضاء حلف الناتو رمز من ثلاثة حروف RUS | قائمة رموز أعضاء حلف الناتو رمز من حرفين (قديم) RS | مكتبة الكونغرس مارك (نظام فهرسة) RU                                                      |
| أرقام الهوية البحرية 273                                     | قائمة رموز الاتحاد الدولي للاتصالات RUS           | رموز معايير معالجة المعلومات الفيدرالية RS         | رمز تسجيل المركبات الدولي RUS                                                            |
| GTIN بادئة (es) 460-469                                      | رمز برنامج الأمم المتحدة الإنمائي RUS             | المنظمة العالمية للأرصاد الجوية رمز البلد RA, RS   | بادئة نداء الاتحاد الدولي للاتصالات RAA-RZZ, UAA-UIZ                                     |

## رواندا
| أيزو 3166-1 رقمي 646                                         | أيزو 3166-1 حرفي-3 RWA                            | أيزو 3166-1 حرفي-2 RW                              | رمز مطار منظمة الطيران المدني الدولي بادئة(es) HR           |
| قائمة مفاتيح الهاتف لدول العالم +250                         | قائمة رموز بلدان اللجنة الأولمبية الدولية RWA     | النطاق الأعلى في ترميز الدولة .rw                  | منظمة الطيران المدني الدولي تسجيل الطائرات. بادئة (es) 9XR- |
| الهوية الدولية لمشترك الجوال رمز البلد في الهاتف المحمول 635 | قائمة رموز أعضاء حلف الناتو رمز من ثلاثة حروف RWA | قائمة رموز أعضاء حلف الناتو رمز من حرفين (قديم) RW | مكتبة الكونغرس مارك (نظام فهرسة) RW                         |
| أرقام الهوية البحرية 661                                     | قائمة رموز الاتحاد الدولي للاتصالات RRW           | رموز معايير معالجة المعلومات الفيدرالية RW         | رمز تسجيل المركبات الدولي RWA                               |
| GTIN بادئة (es) —                                            | رمز برنامج الأمم المتحدة الإنمائي RWA             | المنظمة العالمية للأرصاد الجوية رمز البلد RW       | بادئة نداء الاتحاد الدولي للاتصالات 9XA-9XZ                 |